# 八丁浜

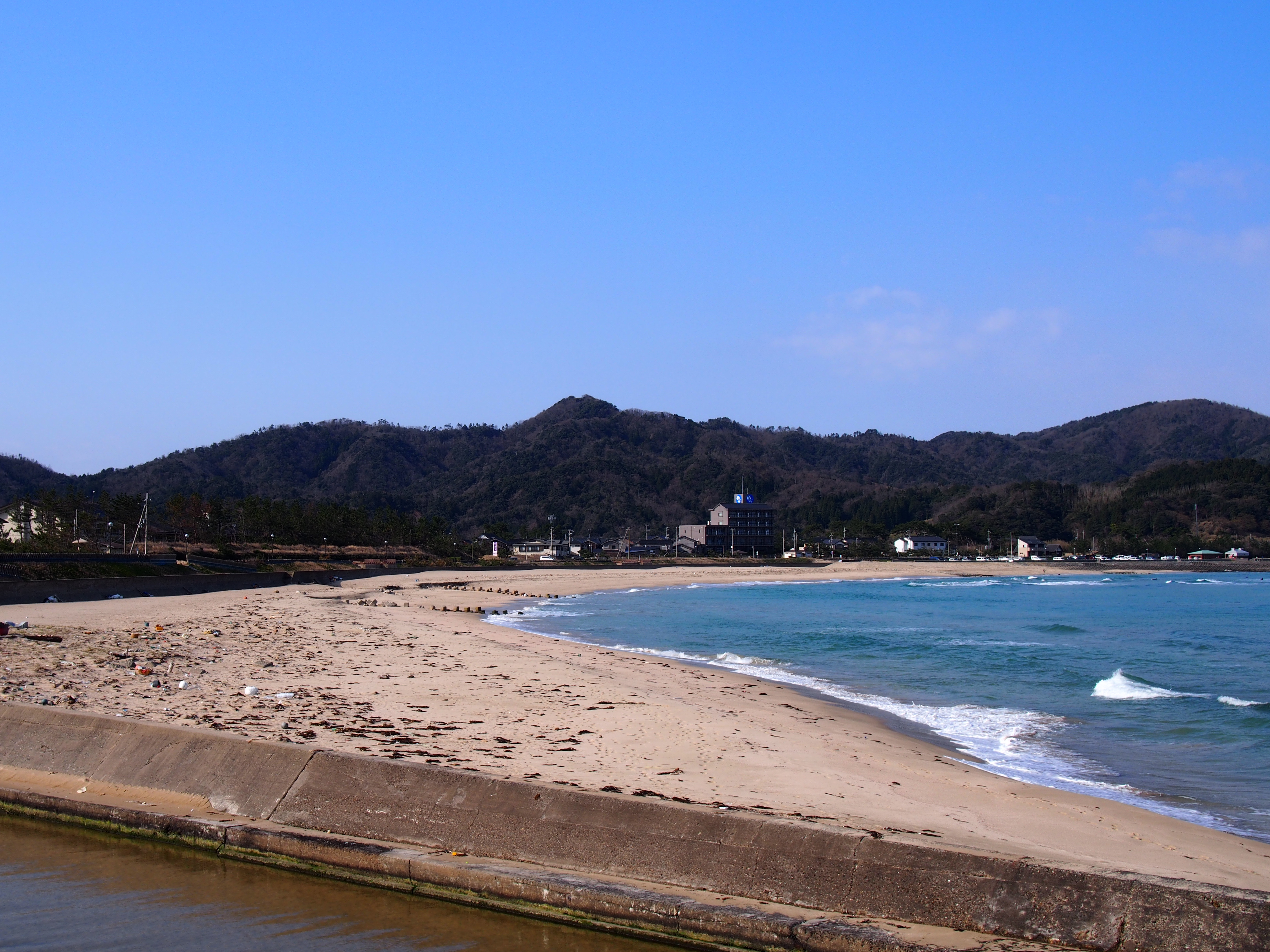
八丁浜海水浴場

八丁浜（はっちょうはま）は、京都府京丹後市網野町浅茂川と網野町小浜にまたがる海岸。浅茂川にある嶋児神社には浦島伝説があり、浦島子、日子坐王などが祀られている。

## 地理

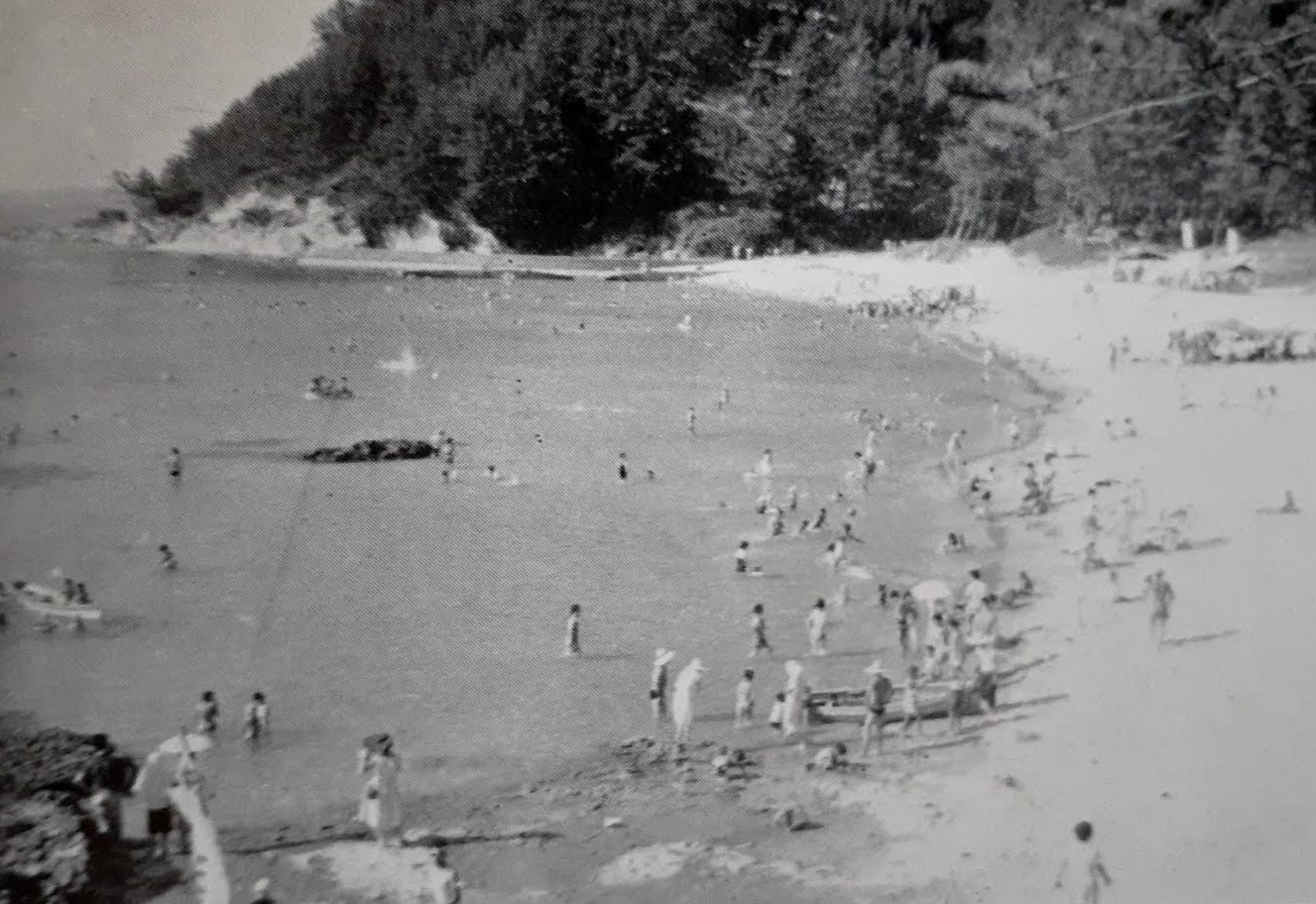
1963年の八丁浜

網野町のうち、丹後半島北西端にある約1.3キロメートルの弓の形の海岸である。西には浅茂川漁港、東は離湖放水路の新樋越川河口にはさまれ、東西を第三紀層丘陵にはさまれている。浜の砂は磁鉄鉱などの鉱物が多いため、黒ずみや貝殻片などが40パーセント以上含まれているが、これは後背地の違いによるものである。
砂浜の幅は20〜40メートルであり、砂の浸食を防止する鉄筋コンクリート堤が100メートル間隔で築かれている。

## 自然
海浜植物であるハマヒルガオなどが植生している。しかし、21世紀初頭の段階で海浜植物は衰弱・枯死の被害が発生している。海浜植物を守るためには、すでに侵入している外来植物の適切な管理・人為的要因によるさらなる導入、また、定着の防止が重要であるとされている。

## 観光
浜に隣接するエリアには、都市公園「八丁浜シーサイドパーク」が2007年より供用されている。シーサイドパークには、多目的芝生広場などが設置されている。また、2013年には丹後国建国1300年を記念したサーフィンイベントが開催された。